# Vlnovka

Tilda

Vlnovka neboli tilda (~) je grafém, který má několik funkcí.
V běžném použití vyjadřuje odhad, např. „za ~30 minut“ můžeme číst: přibližně za 30 minut.
V matematice nebo při běžném použití v textu jako samostatný znak vyjadřuje odhad nebo podobnost; můžeme ji číst jako „přibližně“. Relaci mezi dvěma výrazy, např. x ~ y, čteme „x je řádově stejné jako y“. Existuje v několika variacích, např. dvojitá vlnovka (≈) vyjadřuje relaci „přibližně stejné jako…“, trojitá (≋) značí kongruenci.
Ve fyzice vyjadřuje střídavý proud.
V logice a zejména u některých programovacích jazyků se používá jako unární operátor logické nebo bitové negace, jako bitový doplněk, tedy jako bitová operace pro převrácení všech bitů v bajtu najednou, právě s prefixovým operátorem ~x (např. v jazyku C). V některých programovacích jazycích (C++, C# atd.) se používá pro označení destruktoru třídy: ~NázevTřídy.
V některých operačních systémech typu Unix značí ~ domovský adresář daného uživatele. V OS Windows 95 a vyšších je ~ použit jako zkratka mapující zpětnou kompatibilitu systému MS-DOS, který rozlišoval maximálně 8 znaků pro jméno a 3 znaky pro příponu souboru, např. adresář Program Files se jeví jako PROGRA~1.
V některých jazycích je tilda používána jako diakritické znaménko ( ˜ ) umístěné nad písmenem. Označuje tak změnu ve výslovnosti, jako např. nazalizaci. Používá se například ve španělštině k označení palatalizovaného n (ñ), v portugalštině k označení nosovek (ã, ẽ, ĩ, õ, ũ) nebo v estonštině a dalších baltofinských jazycích k vyjádření samohlásky [ɤ] psané jako õ.
Své uplatnění má ale i v jiných jazycích a fonetických abecedách, např. ve vietnamštině nebo mezinárodní fonetické abecedě. V japonštině se používá protáhlá verze vlnovky (⁓) pro fonetické prodloužení dané slabiky a jako symbol pro sarkasmus.
Ve výkladových slovnících je používána jako substituce vykládaného pojmu.
Její ASCII kód je 126 (U+007E), kód malé vlnovky je U+02DC, kód obrácené vlnovky U+223D.